# ميغيل هيريرا
ميغيل إرنيستو هيريرا أغويري الشهير باسم ميغيل هيريرا (بالإسبانية: Miguel Ernesto Herrera Aguirre) (ولد في 18 مارس 1968 في هيدالغو) لاعب كرة قدم دولي مكسيكي معتزل وحاليا مدرب منتخب المكسيك منذ 2013.